# Leyes de Grimm y Verner
Este artículo trata fundamentalmente de las leyes de Grimm y Verner. Para información sobre la ley de Grimm, véase Ley de Grimm.
Para información sobre leyes del cambio fonético en general ver Cambio fonético.
Las leyes de Grimm y Verner son una serie de leyes fonéticas que estudian la correspondencia fonética entre los fonemas de las lenguas que se relacionan entre sí, al evolucionar del indoeuropeo al protogermánico. Muchas de estas leyes pueden aplicarse para estudiar la evolución de otras lenguas.
Estas leyes suponen que un determinado sonido se comporta siempre de la misma manera bajo idénticas condiciones en cualquier lengua del mismo grupo. Esto se debe a que las lenguas históricamente han comenzado a divergir al separarse los grupos de hablantes y divergir sus acentos. Por este motivo, las separaciones fonéticas reflejan los cambios de acentos en el grupo de hablantes.
Además de estas leyes fonéticas, más tarde otros autores encontraron más leyes fonéticas aplicables a la descripción de las lenguas indoeuropeas.